# 김경수 (성우)
김경수(1969년 1월 18일 ~ 2012년 3월 15일)는 대한민국의 남성 성우이다. 1995년 KBS 공채 25기로 입사하였으며, 한국방송 성우극회 소속이었다. 2012년 3월 15일 교통사고로 숨졌다.

## 주요 출연작품

### 애니메이션
※전체 출연작은 외부 링크를 참조
- 디지몬 어드벤처 (KBS) - 프리지몬
- 원피스 (KBS) - 브라함
- 요리킹 조리킹 (KBS)
- 인조곤충 버그파이터 (KBS) - 중봉
- 멋지다 코니 (재능TV)

### 영화 / 외화
- X파일(KBS)
- 닥터 후(KBS)
- 34번가의 기적(KBS)
- 저스트 프렌즈(SBS)
- 굿바이 뉴욕, 황금을 찾아라(SBS) - 남자
- 성룡의 빅타임(KBS)
- 쿵후 선생(KBS)
- 뒤죽박죽 고향방문(KBS)
- 사랑의 이중주(KBS) - 안내원
- 제너럴(KBS)
- 데스페라도(KBS)
- 위대한 산티니(KBS)

### 드라마
- 어사출두 (KBS)
- 상도 (MBC)
- 야인시대 (SBS]
- 올인 (SBS)
- 대장금 (MBC}
- 애정만세 (SBS)
- 파란만장 미스김 10억만들기 (SBS)
- 영웅시대 (MBC)
- 신돈 (MBC)
- 대조영 (KBS)
- 연인 (SBS)
- 강남엄마 따라잡기 (SBS)
- 왕과 나 (SBS)
- 대왕세종 (KBS)
- 너는 내 운명 (KBS)
- 최강칠우 (KBS)
- 일지매 (SBS)
- 바람의 나라 (KBS)
- 집으로 가는 길 (KBS)
- 장화홍련 (KBS)
- 남자 이야기 (KBS)
- 추노 (KBS)

### 라디오
- 정치 드라마“그때 그사건"(KBS)
- KBS 무대(KBS)
- 현장드라마 이사람
- 김삿갓 방랑기
- 라디오 독서실
- 이명숙 변호사의 가정 법원
- KBS 라디오 극장 10년(황토)(KBS)
- 연속낭독(시골의사의 아름다운 동행 - 그 두 번째 이야기)(KBS)

### 홍보 및 기타
- 퀴니 생방송 - 빵코아저씨와 게임파티(qwiny) - 빵코아저씨
- 퀴니 - 스페이스 힙합덕(qwiny)
- 백제문화제
- 영산강문화축제
- 대전동물원
- 현대자동차
- 한국도로공사

## 같이 보기
- 한국방송 성우극회